# عسگرآباد (بهشهر)
عسکرآباد، روستایی از توابع بخش مرکزی شهرستان بهشهر در استان مازندران ایران است.
این روستا در قسمت شمال غربی شهرستان بهشهر و در شمال شرقی شهرستان نکا واقع شده. فاصله روستا نسبت به شهر بهشهر ۲۴ کیلومتر است. عسکرآباد در ۱۵ کیلومتری جنوب شرقی روستای زاغمرز قرار دارد. روستای عسکرآباد از شمال به روستای امیرآباد و از شرق به روستای حسین‌آباد (هر دو از شهرستان بهشهر) و از غرب به روستای خورشید و از جنوب به روستای اطرب (هر دو از شهرستان نکا) متصل است.
این روستا با دریای خزر حدود ۱۷ کیلومتر فاصله دارد. عسکرآباد حدود ۱۳۰ خانوار جمعیت دارد که به‌طور متوسط در هر خانواده ۷ نفر زندگی می‌کنند. بدین ترتیب روستای عسکرآباد ۹۱۰ نفر جمعیت دارد. روستای عسکرآباد از جاده اصلی بهشهر–زاغمرز در حدود ۳ کیلومتر فاصله دارد.

## پیشینه تاریخی
روستای تازه آباد (عسکرآباد) در زمان ناصرالدین شاه قاجار وجود داشت. هنگامی که شاه قاجار جهت تفریح سفری به شمال کشور داشتند به شکارگاه میانکاله می‌رود که خان منطقه عسکر خان وی را همراهی می‌نماید. در حین شکار، شاه تیری به سوی آهو رها می‌کند که تیر به خطا می‌رود. عسکر خان از شاه رخصت می‌گیرد و با اولین تیر آهو را شکار می‌کند و رو به شاه کرده می‌گوید: اعلیحضرت بنده تیر را به گوش حیوان زده‌ام و شاه می‌گوید اگر حرفت درست باشد هر چه بخواهی به تو می‌دهم. بعد از این که صحت حرف عسکرخان تائید شد، او به شاه گفت من منطقه تازه آباد را می‌خواهم. شاه نیز موافقت کرد و این منطقه را به عنوان هدیه به او داد. از آن پس خان منطقه (عسگرخان) نام روستا رابه عسکرآباد تغییر داد.

## جمعیت
این روستا در دهستان میان‌کاله قرار دارد و براساس سرشماری مرکز آمار ایران در سال ۱۳۸۵، جمعیت آن ۵۳۷ نفر (۱۳۴خانوار) بوده‌است. مردم عسگر آباد از قومیت طبری هستند. مردم عسگراباد به زبان طبری (مازندرانی) سخن میگویند. مهاجرین این منطقه از منطقه علی‌آباد کتول و خان‌ببین واقع در استان گلستان به این روستا آمدند.
اکثر خانواده‌های روستا پر جمعیت می‌باشند یعنی به‌طور میانگین حدود هفت نفر در هر خانواده. در ثانی به این جمعیت باید تعداد عروسان را نیز اضافه کرد زیرا زندگی اکثر زوج‌های جوان روستا به صورت پدر مکانی آغاز می‌شود. یعنی همه دامادها پس از ازدواج با همسرانشان در خانه پدرشان سکنی می‌گزینند و به ادامه زندگی می‌پر دازند. باید اضافه کنیم که خانواده‌ها در این روستا اکثراً به صورت گسترده بودند یعنی پدر و مادر و پدر بزرگ و مادربزرگ با تمام افراد خانواده (فرزندان دختر و پسر –نوه‌ها و...) در یک مکان زندگی می‌کردند ولی اکنون شاید در حدود یک دهه می‌شود که شکل خانواده از گسترده تغییر کرده و به صورت تقریباً هسته‌ای در آمده‌است. اینکه می‌گویم تقریباً به این دلیل است که هنوز هم در بعضی خانوادها به شکل گسترده در حال سپری شدن است. خانم‌های روستا اغلب خانه دار بوده و در کار کشاورزی نیز به شوهرانشان کمک می‌کنند.